# آمنة سليمان
آمنة سليمان معلمة وداعية لركوب الدراجات للنساء في غزة. اعتبارًا من عام 2016، كانت تقود نادي الدراجات النسائي الوحيد في غزة.
ولدت سليمان في دمشق، سوريا وانتقلت إلى غزة في التسعينيات. اعتبارًا من عام 2016، كانت تعيش في مخيم جباليا الفلسطيني؛ الذي يقع يقع شمال جباليا، حيث تتطوع في دار أيتام محلية، وتعلم القرآن، وتجري دورات مع مجموعة محلية من النساء.

## عملها
في المنطقة التي تمارس فيها آمنة سليمان ركوب الدراجات، في قطاع غزة، جرت العادة على ألا تركب النساء دراجتهن بعد سن البلوغ. بدأت سليمان ركوب الدراجات في عام 2015؛ لأسباب صحية ولتذكير نفسها بأوقات أفضل في طفولتها. بعد فترة وجيزة، أسست أول نادٍ لركوب الدراجات للنساء تحت إدارة حركة حماس في غزة.
قُيِّدَتِ مُشاركة المرأة في الرِّياضة في قَطَّاعِ غَزَّة مُنذ وصول حركة حماس إلى السلطة. وبحسب أحمد محيسن، فإن ركوب الدراجات للسيدات يعتبر انتهاكًا لقيم غزة. لاحظ البعض أنه كان من الشائع أن تركب النساء الدراجات في غزة قبل منتصف الثمانينيات.
تُدافع سليمان عن النساء لمواصلة ركوب الدراجات بعد سن البلوغ، وقد نقلت صحيفة نيويورك تايمز قولها للشابات في غزة أنه يجب عليهن الإصرار على السماح لأزواجهن في المستقبل بركوب الدراجة شرطا للزواج. في عام 2016، صنفتها بي بي سي نيوز جزءا من سلسلة بي بي سي 100 امرأة. وتقول إنها تأمل في أن تتمكن النساء ذات يوم من ركوب الدراجة دون وصمة العار والرفض.

## الهَوَامِش
1. ↑  مَسؤولٌ فِي وِزَارَةِ الشَّبَاب والرِّياضَة بِغَزَّة